# Mercedes-Benz Lo 2000
Mercedes-Benz Lo 2000 — среднетоннажный грузовой автомобиль, выпускаемый заводом Daimler-Benz в период с 1932 по 1940 год. За всю историю было построено более 12 253 моделей, около 92 % из которых с дизельным двигателем OM 59. Остальные автомобили приводились в действие бензиновым двигателем M 60. Объём каждого двигателя составляет 3,8 л, мощность — 40 кВт (55 л. с.) при 2000 об/мин.

## Описание
У автомобиля Mercedes-Benz Lo 2000 оси имеют продольно расположенные листовые пружины, стальные дисковые колёса и шины размером от 6,5 до 20. Внутренний ленточный тормоз Ate-Lockheed действует на все колёса. Масса шасси составляет 1900 кг, грузоподъёмность — 2700 кг, колёсная база — 3800 мм.